# Frei Álvaro Pais
Frei Álvaro Pais (em latim Alvarus Pelagius) ou em castelhano Álvaro Pelayo ou Álvaro Pelágio (Salnés, Galiza, 1275/80 - Sevilha, 1349) foi um célebre jurista, sacerdote e teólogo. Foi frade franciscano, penitenciário do Papa João XXII, bispo de Coron e de Silves.

## Vida

###### Formação
Provavelmente filho bastardo do trovador galego e almirante de Castela D. Payo Gomez Chariño com uma mulher da família Fernández Sottomayor, terá sido educado na corte de Sancho IV de Castela. Frequentou a escola catedralícia de Compostela, tendo sido ordenado sacerdote entre 1293 e 1296. Influenciado pela ação política da Igreja durante o século XIII, governada principalmente por papas com formação jurídica, formou-se como jurista em Bolonha, sendo mais tarde professor na mesma universidade, onde terá tido contacto com Guido de Basio. Em 1304 tornou-se frade menor na cidade de Assis, sendo um ferveroso adepto da pobreza que a Ordem seguia, seguindo a corrente dos Espirituais Franciscanos. Em 1306 ensinou direito canónico no convento dos pregadores em Persua.

###### Percurso
Por obediência ao Papa João XXII, que entre 1317 e 1318 considerou os Espirituais Franciscanos hereges, Álvaro Pais abandonou esta corrente.
Fruto do conflito entre a Igreja e o Sacro-Império Romano Germânico, João XXII lançou um interdito a Roma em 1327, ficando Álvaro Pais a cargo de o cumprir rigorosamente. Em 1328, Luis da Baviera (Luís IV) acaba por entrar em Roma, coroando-se imperador, enquanto depõe João XXII e nomeia Nicolau V antipapa. Durante este período, Álvaro Pais refugiou-se no eremitério de Monte Compatri.
O imperador Luis IV acaba por abandonar Roma no mesmo ano em que se coroa imperador, seguindo-o Nicolau V no ano seguinte. Álvaro Pais retorna a Roma e, devido à sua lealdade ao Papa (que nesta altura se ecnontrava em Avinhão), é recompensado por João XXII, nomeando-o seu penitenciário.
No ano de 1331 solicitou ao Papa dispensa do impedimento de ilegitimidade, obtendo-a a 22 de março de 1332 pela bula Libentur Illis, passando a estar legível à nomeação para cargos eclesiásticos.
É nomeado bispo de Coron (Grécia), mas provavelmente não terá assumido a diocese.

###### Portugal
A seu pedido, em 1333 é transferido para o bispado de Silves (Portugal). Terá tido complicações com o arcediago Francisco Pedro, pois este não reconhecia a sua legitimidade, levando a uma intervenção papal em 1334.
As relações com Afonso IV de Portugal foram complicadas, visto que o frade galego criticava o monarca devido à sua política centralizadora, que afetava a Igreja. Em 1336 as críticas acentuam-se graças ao ínicio da Guerra Luso-Castelhana, tendo Álvaro Pais repudiado o monarca português, alegando que este estava a fazer uma guerra às custas dos bens eclesiásticos, prejudicando a população. É ignorado e acaba por abandonar o reino.
Mais tarde regressa ao reino e vê-se envolvido noutro conflito. Queixa-se a Afonso IV da intervenção de oficiais régios em questões da jurisdição episcopal. Em simultâneo, os diocesanos queixam-se ao monarca da longa ausência do bispo e de difamação durante as suas pregações. Em 1347, Afonso IV sentencia esta questão, aceitando as queixas de Álvaro Pais, mas dando razão aos habitantes da diocese de Silves em relação à longa ausência do Bispo. Contudo, as más relações entre o bispo e o concelho manter-se-ão.
Álvaro Pais acaba por exilar-se no convento das Clarissas, em Sevilha, em 1349, morrendo nesse mesmo ano.

## Pensamento[8]
Com um pensamento profundamente hierocrático, ficou conhecido pelas críticas violentas presentes nos seus textos, direcionadas principalmente a clérigos corruptos e hereges. Considera que o espírito tem primazia sobre a matéria, o que implicaria a supremacia do Papa sobre o poder secular. Para isso, a atividade política serviria como um organismo espiritual, conduzindo o Homem para Deus.
Nas suas obras reflete acerca do poder, afirmando que a sua finalidade seria a realização da felicidade humana. Atribui uma conotação negativa ao poder, sendo este desnecessário caso o Homem não pecasse. Assim sendo, Deus permite que o Homem tenha poder, de modo a existir uma figura que o guie até ao seu fim. Esta figura teria de ser o Papa, que governaria através dos seus oficiais- os reis.
Álvaro Pais deixa ainda notas acerca da Guerra Justa. Para ser justa, a guerra teria de ser feita com o objetivo de assegurar a paz, logo teria de recair sobre os hereges, que ameaçavam a cristandade. Relativamente à participação dos clérigos nos momentos bélicos, estes não poderiam pegar em armas em nenhuma situação, prestando apenas assistência ou assumindo cargos administrativos.

## Obra

###### Possui três obras principais (Tratados)[9]:
- De statu et plancto ecclesiae (Sobre o Estado e Pranto da Igreja), composta entre 1332 e 1335, defende a legitimidade do Papa João XXII, condena Nicolau V e Luís IV, e repreende os erros e vícios dos clérigos, refletindo sobre o estado decadente dos dignitários da Igreja.
- Speculum Regum (Espelho dos Reis) composta em Tavira entre 1341 e 1344, é um texto de educação de príncipes/reis de vincado conteúdo ético, resumindo o pensamento que Álvaro Pais havia exposto na obra De statu et plancto ecclesiae. Dedicou a obra a Afonso XI de Castela, ato que pode ser considerado uma afronta a Afonso IV de Portugal.
- Colirium Fidei adversus haereses (Colírio da Fé contra as Heresias) composta em 1348, Álvaro Pais aponta e refuta as heresias da época, considerando hereges todos os que atacam ou contestam a suprema autoridade do papa como cabeça da cristandade, aprofundando a sua tese hierocrática. Nesta obra, fica ainda registada a disputa com Tomas Escoto.
Em Portugal, todas estas obras encontram-se publicadas em versão bilingue (latim-português).

###### Cartas e opúsculos[10]:
- Epistolae
- Gradus humilitatis
- Sermo de visione beatifica (obra perdida)
- Tractatus de fide

###### Obras de autoria discutida[11]:
- Commentarium in quatuor libros Sententiarum (obra perdida)
- Quaestiones quodlibetales
- Quinquagesilogium
- Tractatus contra Ismahelitas, Mauros et Arabes
- Tractatus de sacrilegio

## Cronologia
1275/80 - Nasce em Salnés, na Galiza
1293/1296 - Ordenado Sacerdote
1304- Ingressa na Ordem dos Frades Menores
1329 - Penitenciário do Papa João XXIII
1332 - Sagrado bispo de Corona 
1333 - Bispo de Silves 
c. 1336- Primeiro exílio
1348 - Segundo exílio, em Sevilha 
1349 - Morte em Sevilha

## Ligações Externas
- MEIRINHOS, José - "Accessus - Álvaro Pais" in https://ifilosofia.up.pt/meirinhos/accessus/alvaro_pais.